# Acanthocerana punctifrons
Acanthocerana punctifrons är en insektsart som först beskrevs av Melichar 1915.  Acanthocerana punctifrons ingår i släktet Acanthocerana och familjen Derbidae. Inga underarter finns listade i Catalogue of Life.